# Стрельський Геннадій В'ячеславович
Стрельський Геннадій В'ячеславович (9 березня 1944 Луганськ) — радянський і український історик. Кандидат історичних наук (1973). Професор кафедри етнології та краєзнавства Факультету історичної освіти Національного педагогічного університету імені М. П. Драгоманова. Заслужений працівник освіти України (2009 р.)